# Вольфрамат серебра
Вольфрамат серебра — неорганическое соединение, 
соль серебра и вольфрамовой кислоты
с формулой Ag2WO4,
светло-жёлтые кристаллы,
не растворяется в воде.

## Получение
- Обменная реакция между растворами вольфрамата натрия и нитрата серебра:

{\displaystyle {\mathsf {Na_{2}WO_{4}+2AgNO_{3}\ {\xrightarrow {}}\ Ag_{2}WO_{4}\downarrow +2NaNO_{3}}}}

## Физические свойства
Вольфрамат серебра образует светло-жёлтые кристаллы нескольких модификаций:
- α-Ag2WO4, ромбическая сингония, пространственная группа P n2n, параметры ячейки a = 1,0820 нм, b = 1,2018 нм, c = 0,5900 нм, Z = 8;
- β-Ag2WO4, гексагональная сингония, пространственная группа P 63 или P 63/m, параметры ячейки a = 1,10925 нм, c = 0,75424 нм, β = 0,75424°, Z = 8;
- γ-Ag2WO4, кубическая сингония, пространственная группа F d3m, параметры ячейки a = 0,9352 нм, Z = 8 [1].

Не растворяется в воде,
растворяется азотной кислоте, растворах аммиака и цианистого калия.

## Применение
- Антибактериальная керамика [2].

## См.также
Вольфрамовая кислота